# هیرتوم
هیرتوم (به سوئدی: Hjärtum) یک منطقهٔ مسکونی در سوئد است که در بخش لیلا ایدت واقع شده‌است. هیرتوم ۰٫۴۹ کیلومتر مربع مساحت و ۳۶۷ نفر جمعیت دارد.